# Dacryocystite
 (septembre 2020).
La dacryocystite (du grec dacryos, « larme », et kustis « sac, vessie ») est une inflammation du sac lacrymal.
On parle de dacryocystite dans le cas d'un dysfonctionnement des voies lacrymales dû à une sténose. On retrouve ce type de pathologie chez le nouveau-né ou bien chez le sujet âgé (au-delà de 60 ans).
Chez les personnes âgées, il s'agit d'un vieillissement des voies lacrymales avec une diminution de la perméabilité des canaux qui peut conduire à l'arrêt de l'élimination des larmes.
Les larmes finissent par se sédimenter et se surinfecter.

## Signes
Dans tous les cas, un signe commun : un larmoiement chronique caractéristique.
Ensuite, il y a infection puis abcès du sac lacrymal : puis apparition d'une tuméfaction rouge et douloureuse à l'angle interne de l'œil et enfin si on appuie sur cette zone, on voit un reflux de pus sortir par des points lacrymaux.

## Traitement
Collyre antiseptique en cure chez les personnes âgées qui se plaignent de larmoiement chronique.
Le stade aigu nécessite l'intervention chirurgicale d'un ophtalmologiste accompagné d'un traitement antibiotique par voie orale et locale.